# 西新宿カルチャープラザ
西新宿カルチャープラザ（にししんじゅくかるちゃあぷらざ）は、東京都新宿区北新宿の新宿フロントタワー2階にある社会人のために社会教育の機会を提供する民間の教養講座である。神奈川県相模原市に本部を置く「株式会社カルチャー」が運営する約100か所の教室の1つであり、他の教室の多くは「カルチャーセンター」の名称を冠するが、ここは「カルチャープラザ」を称している。2011年10月には体験講習を開き、11月から正式に開講した。

## 概要
講座の分野としては、美術15講座、書道7講座、語学4講座、手芸・工芸17講座、趣味・教養13講座、音楽13講座、舞踊・健康22講座、服飾・着付け3講座、生花・フラワー5講座、幼児・児童19講座で開講した。

## アクセス
- 地下鉄丸ノ内線・都営地下鉄大江戸線の中野坂上駅より徒歩7分
- 地下鉄丸ノ内線西新宿駅より徒歩4分
- 新宿駅よりバス(都営バス宿91系統、王78系統西武バス宿20系統)「成子坂下」バス停下車徒歩1-2分